# Hed PE
(həd) p.e. (även kända som Hed PE eller (hed) Planet Earth) är ett amerikanskt rapcoreband. Det grundades 1994 av MC Jahred Shane(aka M.C.U.D.)(Mc Underdog)och är aktivt än idag. Låtarna "Blackout" och "Get away" är med i bl.a. skidfilmen Focused (ski movie 4) från Matchstick productions. 

## Medlemmar
Nuvarande medlemmar
- Jahred (Paulo Sergio Gomes) - sång (1994-idag)
- Mawk (Mark Young) - elbas (1994-idag)
- Jacon (Jackson Benge) - gitarr (2004-idag)
- Trauma (Jeremiah Stratton) - trummor (2009-idag)

Före detta medlemmar
- The Finger (Ken Sachs) - keyboard (1994-1996)
- Chizad (Chad Benekos) - gitarr (1994-2002)
- Wesstyle, Wes Geer (Wesley Geer) - gitarr (1994-2003)
- B.C. (Ben C. Vaught) - trummor (1994-2003)
- DJ Product © 1969 (Doug Boyce) - turntable, sampling (1994-2013)
- Christopher Hendrich - trummor (2004)
- Devin Lebsack - trummor (2006-2007)
- Moke (Mark Bistany) - trummor (2004-2006)
- Sonny Mayo - gitarr (2002-2003)
- TiLo (Tim Murray) - bakgrundssång
- Tiny Bubz (Anthony Biuso) - trummor (2007-2008)

## Diskografi
Studioalbum
- (həd)p.e. (1997)
- Broke (2000)
- Blackout (2003)
- Only in Amerika (2005)
- Back 2 Base X (2006)
- The Best Of (2006)
- Insomnia (2007)
- New World Orphans (2009)
- Truth Rising (2010)
- Evolution (2014)

Livealbum
- The D.I.Y. Guys (2008)

EP-skivor
- Church of Realities (1995)
- Serpent Boy EP (1998)
- Only in America EP (2004)
- (truth) EP (2009)

Singlar (urval)
- Bartender (2000) (US Alt #27	, US Main Rock #23)
- Blackout (2003) (US Alt #32, US Main Rock #21)
- Other Side (2003) (US Main Rock #40)
- Renegade (2009) (US Main Rock #36)